# 千良鉉
千 良鉉（チョン・ヤンヒョン、朝鮮語: 천양현、CHUN YANG HYUN、千 龍ノ介（せん りゅうのすけ）、1966年9月4日 - ）は、日本の実業家。
ハンゲーム・ジャパン（現：ハンゲ）の創業者。ココネ株式会社の創業者（現在、取締役会長）。大韓民国におけるVC（ベンチャーキャピタル）AG InvestmentおよびOscar Consultingの創業者。財団法人INSTeMの初代代表理事長（設立発起人代表）。

## 概略・人物
韓国生まれ。大卒後は証券会社で1年6カ月ほど務め、営業所長に昇進したが、1994年に来日した。早稲田大学社会心理学研究所を経て慶應義塾大学大学院政策・メディア研究科で修士号取得（認知メディア言語プロジェクト専攻）。修士論文は最優秀論文に選定され、博士課程の提案を受けたが、母親の病気により韓国に戻ることになった。
母親が亡くなった後、千は金範洙（現・カカオ理事会議長）と共に韓国NHNコーポレーションの子会社としてハンゲームを創設した。2000年、日本市場攻略のため、千は再び日本に向かい、職員6人と共にハンゲームジャパンをゼロから立ち上げた。
設立から2年でハンゲームジャパンの経営を軌道に乗せ、ハンゲームジャパンから社名を変更したNHN Japanで引き続きCEO（最高経営責任者）を務めるかたわら、2006年には母国NHNコーポレーションのCGO（最高事業成長責任者）に就任。
2007年にはNHN Japanの会長となる。
2008年には新たにココネ株式会社を設立し、2022年現在、取締役会長。
2016年、韓国に、AG Investment というVCおよびOscar Consulting を立ち上げ、IT、AI、バイオ、ロボット、ブロックチェーン等の領域におけるベンチャーのスタートアップ企業に対し、投資とコンサルティングを行う。
2022年7月1日、アカデミズムとジャーナリズムの間、専門知と日常知の間、専門家と非専門家の間、マスメディアとSNSの間、各国や各地域の間に位置し、それらを架橋するような、独立したネクサス（nexus）「財団法人INSTeM」を設立し、初代代表理事長を務める。
2022年9月、韓国嘉泉大学校内に起業家育成のための「嘉泉ココネスクール」を開設し、名誉創業博士号を授与される。
2023年5月、cocone ONE株式会社を設立し、会長となる。

## 来歴
- 1994年 - 来日
- 1998年 - 慶應義塾大学大学院政策メディア研究科修了
- 2000年 - ハンゲームジャパン株式会社（現Aホールディングス）設立、代表取締役社長
- 2007年 - NHN Japan株式会社取締役会長
- 2009年 - ココネ株式会社代表取締役社長
- 2014年 - ココネ株式会社代表取締役会長
- 2016年 - Cognitive Investment（現：AG Investment）設立
- 2018年 - ココネ株式会社取締役会長（現任）[11]
- 2022年 - 財団法人INSTeMを設立。代表理事（初代）[2]
- 2022年 - 韓国嘉泉大学校より名誉創業学博士号を授与
- 2023年 - Cocone ONE 株式会社 会長[10]

## インタビュー記事・書籍
- 古巣であるハンゲームを買収した後の次なる一手とは。ハンゲームの創業者，千 良鉉氏が語る
- 三田評論「千良鉉：起業家精神
- ネット興亡記 敗れざる者たち（杉本貴司 著） / 日本経済新聞社　2020年8月26日
- ココネ株式会社、ゲームポータル『ハンゲーム』を買収し完全子会社化、新社名は「cocone fukuoka」、サービス名は「ハンゲ（hange）」exciteニュース
- ハンゲームジャパン創業者が語る「ハンゲ」の目指すもの
- ForbesKorea 2019 May vol.195 - [日本で成功を収めた韓国人創業者] 千良鉉ココネ会長
- 【チョン・ヤンヒョン】LINEの父に伝えた、日本市場「3つの秘訣
- NHN Japan前代表らが新ファンド「Cognitive Investment」を設立、日韓でスタートアップ向け投資を本格開始へ
- LINEに挑んだ「影の創業者
- 嘉泉大学 創業学部 VISION